# Liste der Monuments historiques in Fontaine-les-Grès
Die Liste der Monuments historiques in Fontaine-les-Grès führt die Monuments historiques in der französischen Gemeinde Fontaine-les-Grès auf.

## Liste der Immobilien
| Bezeichnung      | Beschreibung                                                                                     | Standort                          | Kennzeichnung | Schutzstatus | Datum | Bild |
| ---------------- | ------------------------------------------------------------------------------------------------ | --------------------------------- | ------------- | ------------ | ----- | ---- |
| Kirche Ste-Agnès | 1956 erbaut, Architekt Michel Marot, Skulpturen von André Dienis, Fenster von Jean-Claude Vignes | Les Grès, 5 rue de la Gare (Lage) | PA10000027    | Inscrit      | 2010  |      |

## Liste der Objekte
| Bezeichnung     | Beschreibung                                | Standort                                   | Kennzeichnung | Schutzstatus | Datum | Bild |
| --------------- | ------------------------------------------- | ------------------------------------------ | ------------- | ------------ | ----- | ---- |
| Kirchenfenster  | aus dem 16. Jahrhundert                     | Fontaine, in der Kapelle St-Nicolas (Lage) | PM10000820    | Classé       | 1908  |      |
| Weihwassereimer | Bronze, 16. Jahrhundert; Verbleib unbekannt | Fontaine, in der Kapelle St-Nicolas (Lage) | PM10000821    | Classé       | 1913  |      |